# Візит цісаря Франца Йосифа до Загреба (1895)

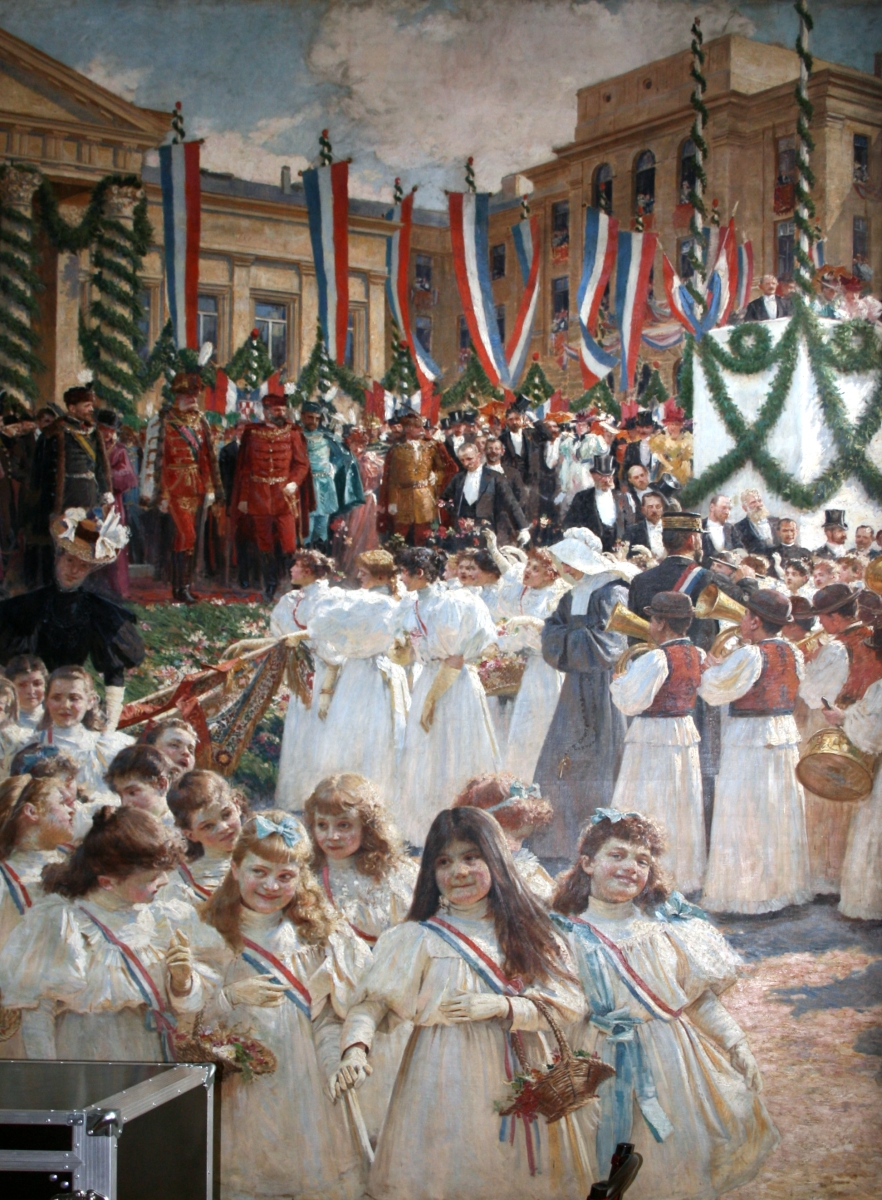
Картина Влахо Буковаца, яка увічнює візит

Візит цісаря Франца Йосифа до Загреба 1895 року — приїзд цісаря Австро-Угорщини Франца Йосифа у столицю Королівства Хорватії та Славонії Загреб у середині жовтня 1895 року з ініціативи хорватського бана Кароя Куена-Гедерварі з метою взяти участь у відкритті Хорватського народного театру. Візитом скористалася студенти Загребського університету, влаштувавши протест проти диктаторської політики тодішнього бана, угорця за національністю. Протестну групу хорватських студентів, яка прагнула привернути увагу австрійського імператора до сваволі та насильства Куена-Гедерварі, очолював майбутній засновник впливової Хорватської народної селянської партії Степан Радич. Протест обернувся студентським бунтом проти мадяризації, виразом якого стало спалення угорського прапора на площі бана Єлачича 16 жовтня 1895 року.

## Перебіг подій

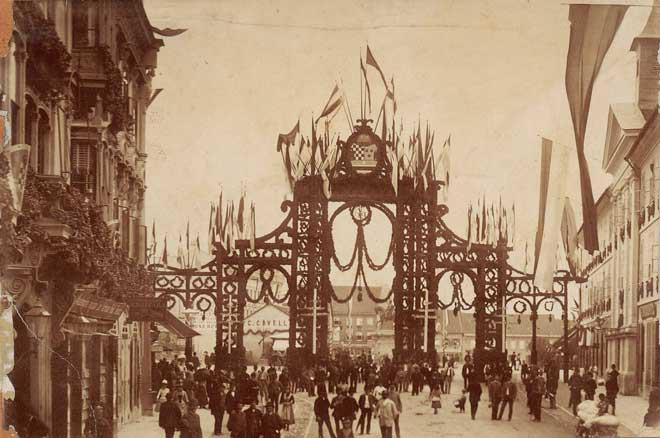
Споруджена з цієї нагоди головна тріумфальна арка була прикрашена угорським прапором, що викликало широке обурення серед хорватської опозиції.

Цісар прибув у Загреб поїздом 14 жовтня 1895 року. Після його приїзду група студентів скандувала «Слава Єлачичу» на згадку про колишнього хорватського бана Йосипа Єлачича, який повстав проти угорців під час революції 1848 року. Того дня імператор відвідав церемонію відкриття Хорватського національного театру. Згодом у приміщенні театру зазвучала музика Івана Зайца.

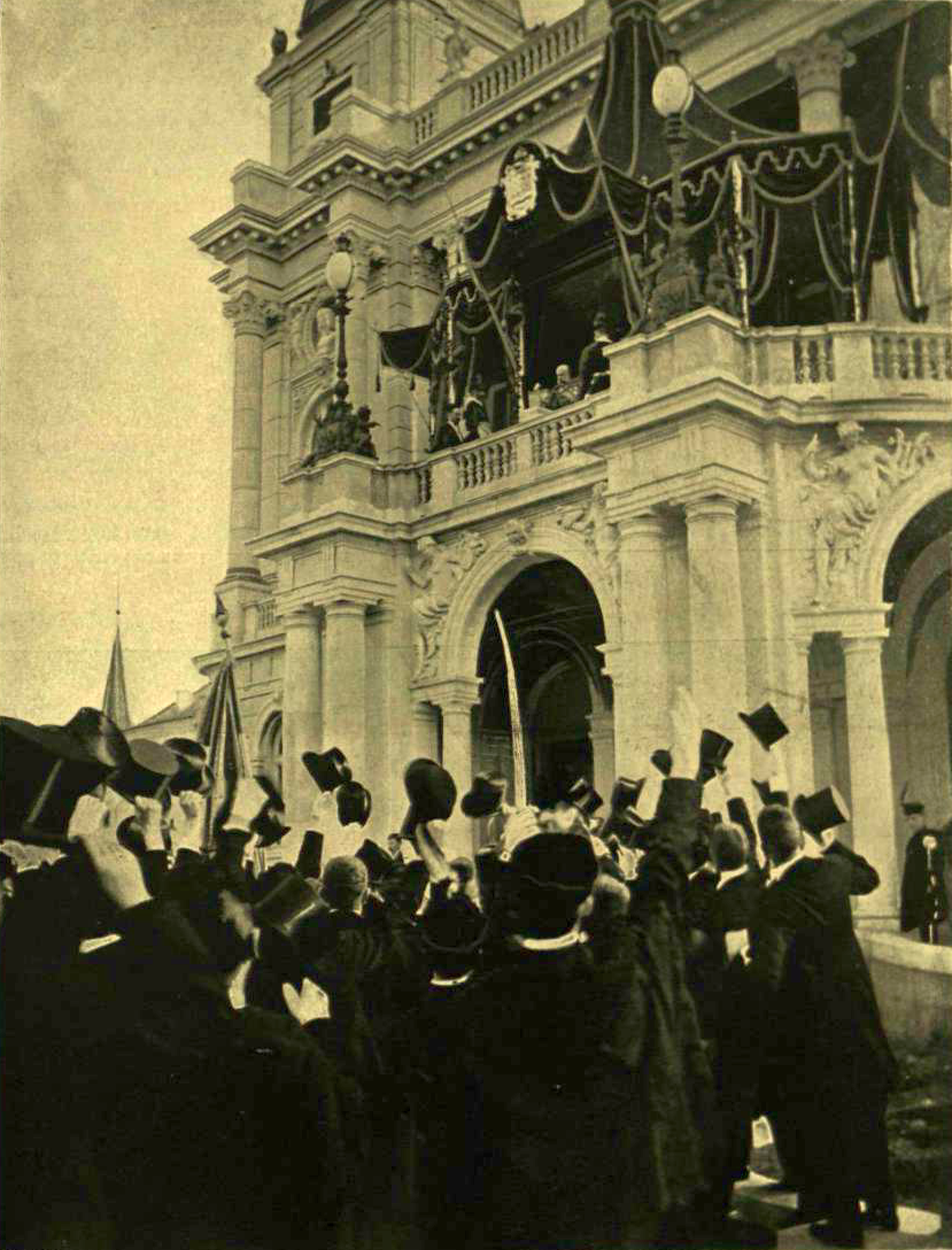
Франц Йосиф I засвідчує кінець робіт на будівлі Хорватського національного театру (Загреб, 14 жовтня 1895)

Наступного дня імператор був присутнім на церемоніальному танці у будівлі «Коло». Цього дня група студентів під проводом Степана Радича, тоді 24-річного студента юридичного факультету, планувала спалити угорський триколор.

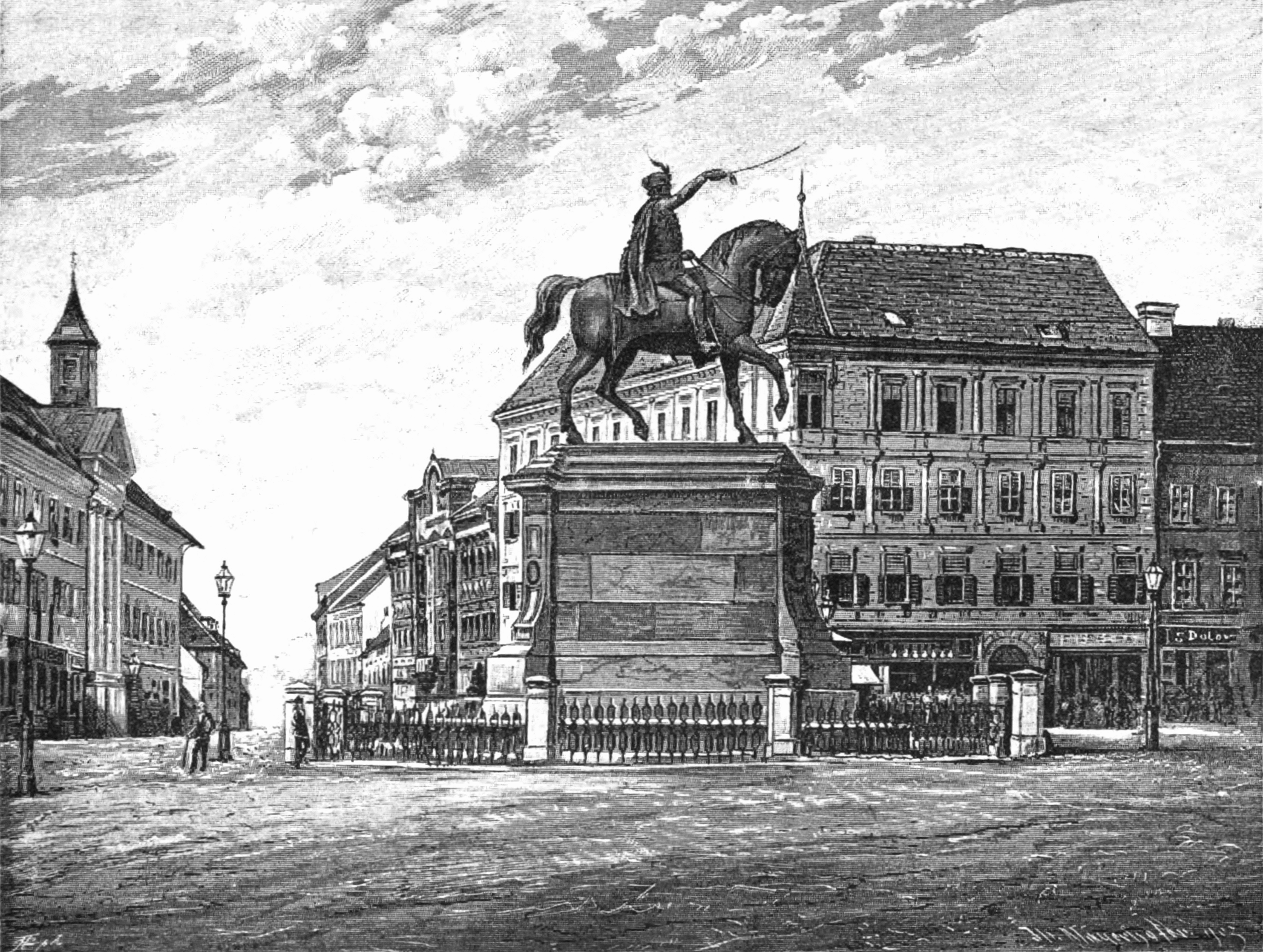
Площа Єлачича в 1884 році

16 жовтня, в останній день цісарського візиту, студенти пройшли маршем до площі бана Єлачича, де скандували: «Živio hrvatski kralj Franjo Josip I» («Хай живе хорватський король Франц Йосиф I»), «Slava Jelačiću» та «Abzug Mađari» («Геть угорців»). Вони облили угорський триколор горілкою і підпалили. Потім рушили до Загребського університету. Невдовзі міська поліція повідомила бана Куена-Гедерварі про вчинок, і він наказав заарештувати студентів. До кінця наступного дня було затримано 24 особи, серед них і Радича.

## Наслідки
Згодом студентам висунули звинувачення в інциденті. Степана Радича засудили на шість місяців ув'язнення, Джуро Балашко — на п'ять, а Мілана Дорвальда, Османа Хаджича, Владимира Видрича, Йосипа Шикутрича, Владимира Франка і Івана Франка — на чотири місяці, тоді як решту позбавили волі здебільшого на два місяці. Всім студентам заборонили вступати до Загребського університету, а Степану Радичу — до всіх університетів імперії. Це змусило його продовжити навчання за кордоном у Парижі. Інші студенти навчалися в Карловому університеті у Празі та Віденському університеті.
Ці студенти складуть основу Хорватської модерни — культурного й політичного руху, що діяв на зламі століть, характеризуючись антитрадиціоналізмом, космополітизмом і зосередженістю на мистецькій свободі. 1897 року празька група цих студентів почала видавати часопис Hrvatska misao, а 1898 року віденське коло цих студентів почало друкувати видання Mladost.
Спалення прапора також призвело до розколу всередині Хорватської партії права. Її керівник Фран Фолнегович дистанціювався від інциденту, а дисиденти на чолі з Анте Старчевичем і Йосипом Франком сформували з відколеної частини партії Чисту партію права.

## Виноски
1. ↑  Aralica та травень 2003.
2. ↑  Racko та жовтень 1990, с. 234
3. 1 2  1895 at the Croatian National Theatre
4. 1 2  Aralica, 2003.
5. ↑  moderna. Хорватська енциклопедія (хор.). Zagreb: Лексикографічний інститут імені Мирослава Крлежі. Процитовано 16 січня 2018.
6. ↑  Marjanović, 2002.
7. ↑  FRANK, Josip (Josef, Josif). Židovski biografski leksikon (хор.). Лексикографічний інститут імені Мирослава Крлежі. Процитовано 27 січня 2020.